# Sid Meier's Civilization IV: Beyond the Sword
Civilization IV: Beyond the Sword — другий аддон до Civilization IV, реліз якого відбувся у липні 2007 року.

## Огляд
Beyond the Sword в основному принесла зміни до пізньої частини гри (на відміну від Warlords, де основні нововведення були у початковій частині гри).

### Корпорації
Нова ігрова особливість, що раніше не з'являлась у серії. Корпорація чимось схожа з релігією, її можна заснувати, вивчивши необхідні технології та маючи певну Велику Людину. Корпорації надають прибуток, якщо є певні ресурси.

### Шпигунство
Найбільших змін зазнало шпигунство. Віднині кожна держава накопичує бали шпигунства проти іншої держави. На шпигунство можна налаштовувати бюджет по аналогії з наукою та культурою. У разі досягнення певної переваги в балдах починають виконуватись так звані «пасивні шпигунські місії». Також, із відкриттям технології «Абетка», можна створити юніт «шпигун» та з його допомогою виконати «активні шпигунські завдання». На нього витрачаються накопичені очки шпигунства й є ризик втратити шпигуна та навіть зіпсувати відносини з іншою державою. Вартість місії та ризик залежать від співвідношення очок шпигунства, у кого їх більше, для того активні місії дешевші й ризик нижчий, відповідно й навпаки. Також на підсумкову витрату очок шпигунства, під час активної шпигунської місії, можуть впливати такі фактори, як відстань від міста противника до кордонів держави гравця, єдина чи різні державні релігії (чи їх відсутність), час перебування конкретного шпигуна у місті, де він має намір виконати завдання.

### Випадкові події
Нині у будь-який момент у грі може статись випадкова подія, наприклад повінь, вимоги народу чи одруження з дочкою іншого правителя. Є нововведення, що приносять лише шкоду (пожежа в місті), а є й ті, що приносять лише користь (знаходження корисних копалин). Також у деяких випадках гравець може сам обирати свої дії. Окрім того, в аддоні з'явились завдання (квести), що надаються також випадковим чином. Більшість квестів зводяться до необхідності збудувати певну кількість якихось будівель чи юнітів. У разі виконання квесту гравець отримує нагороду, обираючи її, як правило, з кількох варіантів.

### Пізній старт
Таку опцію розробники включили на прохання фанатів. У цьому режимі гравець може розпочати гру з будь-якої епохи, а під час старту йому надається певна кількість грошей, на яку він може купити міста, юніти, технології, покращення. Після покупки, решта грошей переноситься до казни і гра йде у нормальному режимі.

## Нові цивілізації
| Цивілізація              | Стартові технології        | Лідери                | Характеристики             | Улюблена парадигма   | Унікальний юніт                | Унікальна будівля          | Столиця         |
| ------------------------ | -------------------------- | --------------------- | -------------------------- | -------------------- | ------------------------------ | -------------------------- | --------------- |
| Вавилон                  | Колесо, Землеробство       | Хамурапі              | Полководець, Організатор   | Бюрократія           | Вавилонський лучник (Лучник)   | Сади (Стадіон)             | Вавилон         |
| Португалія               | Рибальство, Видобуток руди | Жуан II               | Імперіаліст, Експансіоніст | Спадкове правління   | Каракка (Каравелла)            | Факторія (Митниця)         | Лісабон         |
| Голландія                | Рибальство, Землеробство   | Вільгельм I Оранський | Меценат, Фінансист         | Свобода Совісті      | Ост-Індієць (Галеон)           | Дамба (Гребля)             | Амстердам       |
| Індіанці                 | Рибальство, Землеробство   | Сидячий Бик           | Філософ, Захисник          | Охорона природи      | Пес-воїн (Сокироносець)        | Тотемний стовп (Пам'ятник) | Кахокія         |
| Майя                     | Містицизм, Видобуток руди  | Пакаль                | Експансіоніст, Фінансист   | Спадкове правління   | Холькан (Списоносець)          | Ігрове поле (Стадіон)      | Мутуль (Тікаль) |
| Шумерське царство        | Колесо, Землеробство       | Гільгамеш             | Меценат, Захисник          | Спадкове правління   | Воїн Шуліки (Сокироносець)     | Зикурат (Суд)              | Ур              |
| Візантія                 | Колесо, Містицизм          | Юстиніан I            | Імперіаліст, Містик        | Теократія            | Катафрактарій (Лицар)          | Іподром (Театр)            | Константинополь |
| Священна Римська імперія | Містицизм, Полювання       | Карл I Великий        | Імперіаліст, Захисник      | Васальна залежність  | Ландскнехт (Пікінер)           | Ратуша (Суд)               | Аахен           |
| Ефіопія                  | Полювання, Видобуток руди  | Зара Якоб             | Меценат, Організатор       | Теократія            | Воїн-оромо (Мушкетер)          | Стела (Пам'ятник)          | Аксум           |
| Кхмерська імперія        | Мисливство, Видобуток руди | Сур'яварман II        | Меценат, Експансіоніст     | Організована релігія | Слон з балістою (Бойовий слон) | Барай (Акведук)            | Яшодхарапура    |

## Нові лідери
| Цивілізація | Лідер           | Характеристики          | Улюблена парадигма       |
| ----------- | --------------- | ----------------------- | ------------------------ |
| Американці  | Авраам Лінкольн | Натхнений, Філософ      | Емансипація              |
| Османи      | Сулейман I      | Імперіаліст, Філософ    | Спадкове правління       |
| Греція      | Перікл          | Меценат, Філософ        | Представницьке правління |
| Кельти      | Боудікка        | Натхненний, Полководець | Загальне виборче право   |
| Франція     | Шарль де Голль  | Натхненний, Господар    | Націоналізм              |
| Персія      | Дарій I         | Фінансист, Організатор  | Свобода совісті          |

## Нові чудеса

### Чудеса світу
- Статуя Зевса (подвоює невдоволення війною в містах противника)
- Мавзолей Мавсола (продовжує золотий вік на 50 %)
- Статуя Христа Спасителя (дозволяє змінювати парадигми без тимчасової анархії)
- Пагода Шведагон (надає можливість обрати будь-яку релігійну парадигму)
- Апостольський палац (є подобою ООН до винайдення ЗМІ)

### Малі чудеса
- Статуї Моаї (надає місту одиницю продукції на всі водні клітини у його межах)
- Національний парк (позбавляє місто хвороб, надає одного безкоштовного фахівця на кожен заповідник, позбавляє місто ресурсу «Вугілля»)

## Нові сценарії
- Інший світ (англ. Afterworld)

Фантастика/жахи. Команда «Носіїв могил» потрапляє у світ населений людиноподібними роботами з метою дістати певні технології. У тому тактичному сценарії, заснованому на керуванні загонами, гравець має битись із зомбі та нежиттю. Стиль нагадує класичну гру X-Com. Лідерів, міст і технологій у сценарії немає.
- Розкол зірки (англ. Broken Star)

Росія у стані громадянської війни. Щоб об'єднати країну, гравець має купувати війська у США або підвищення на китайському чорному ринку. Також можна мобілізувати росіян чи підкупити ворожі сили. Можна навіть використати найсильнішу зброю — ядерну бомбу.
- Війни Карла Великого (англ. Charlemarge)

Сценарій базується на реальних війнах Карла Великого за часів Середньовіччя. Війська за кордоном не будуть лікуватись без підтримки ліній постачання. Головними ворогами гравця є сарацини.
- Перехрестя доріг світу (англ. Crossroads of the World)

Сценарій про пізнє Середньовіччя, де гравець збирає здобич в Африці, Аравії та Персії, торгуючись, зраджуючи та б'ючись, щоб стати правителем Перехрестя доріг світу.
- Льодовиковий період (англ. Ice Age)

Сценарій починається 350 року Льодовикової доби. Малкарн, бог зими, править світом, що є замороженою пустелею з постійним градом. Людство втратило знання, накопичені за попередню еру, й розділилось на невеликі племена, що борються за виживання. Гравець керує Кілоріном, безсмертним героєм, який намагається зібрати разом кілька племен у силу, здатну протистояти Малкарну. Для цього йому необхідно знайти й зібрати шматки легендарного меча під назвою «Убивця богів» і побороти інші загрози. Такими загрозами можуть бути різні дикі істоти, що живуть у пустелі, ворожі цивілізації чи сила самого Малкарна. Зібравши меч, гравець має перемогти Малкарна, щоб виграти сценарій і завершити Льодовиковий період. Цей сценарій відбувається у світі Еребус, всесвіті популярної модифікації «Fall from Heaven II».
- Останній рубіж (англ. Final Frontier)

Космічний сценарій, що цілковито змінює гру, схожий на Emperor of the Fading Suns і Galactic Civilizations I/II. Цілковито нові технології, безліч нових юнітів і територій. Дія відбувається 100 років у майбутньому після втрати контакту з Землею, а гравець має по шматочках збирати здогадки про те, що сталось. Замість захоплення світу гравець підкорює космічний простір. Замість будівництва міст гравець колонізує системи й дає вказівки планетам. Щоб перемогти, гравець має бути або обраним намісником Землі, або збудувати Астральну браму (аналог космічного корабля зі звичайної гри) для перетворення людей на енергію.
- Стародавні боги (англ. Gods of Old)

У цьому сценарії гравець має створити легіон релігійних фанатиків, демонструючи велич або змушуючи всіх прийняти віру силою. Єдина відміна від звичайної гри — заміна релігій на культи поклоніння різним шумерським богам.
- Наступна війна (англ. Next War)

Сценарій з кількома додатковими науками наприкінці дерева технологій, що дозволяють будувати клонів, кіборгів, бойових роботів і мегатанки — дредноути.
- Rhye's and Fall of Civilization (створений Габріелем Тровато (форумне ім'я Rhye). Тут має місце гра слів: Rise (виникнення) та Rhye's (означає приналежність Rhye) звучить однаково).

Мод Civilization IV, дія в якому відбувається на карті Землі. Надає грі реалізму й історичної достовірності (наприклад, в ньому реалізовано історичні події). Схожий на серію комп'ютерних ігор «Europa Universalis».
- Друга світова війна: Дорога до війни (англ. WWII: Road to War)

Гравець може грати за одну з двох сторін у Європі чи в Тихому океані під час Другої світової війни.
- Мезоамерика (англ. Mesoamerica)

Офіційний сценарій BtS на карті Центральної Америки з доколумбовими цивілізаціями. Мод було додано у патчі 3.17. Гравець може грати за одну з цивілізацій Центральної Америки. Час від часу біля берегів будуть з'являтись іспанські гості. Якщо вчасно не зупинити їх, це може привести цивілізацію до катастрофи.

## Інші доповнення

### Нові міські покращення
- Служба контррозвідки (+50 % до захисту від шпигунства, розбиває плани шпигунів противника)
- Розвідуправління (+50 % до шпигунства)
- Громадський транспорт (покращує здоров'я жителів)
- Промисловий комплекс (надає одного безкоштовного інженера, погіршує здоров'я жителів за наявності у місті ресурсів «Вугілля» та «Нафта»)
- Гребля (надає +1 до продукції всім річковим клітинам у межах міста)
- Митниця (збільшує на 100 % прибуток від міжконтинентальних торговельних шляхів)

### Нові юніти
- Капер — може атакувати нейтральні кораблі без оголошення війни
- Лінійний корабель — +50 % проти Фрегатів
- Парашутист — може десантуватись на відстань до 5 клітин від міста
- Кірасир — заміняє Кавалерію на технологічному дереві, Кавалерія з'являється пізніше
- Дирижабль — Перший повітряний юніт, може атакувати тільки юніти, бачить підводні човни, завдає подвійних збитків водним юнітам.
- Винищувач танків — +100 % проти бронетехніки
- Далекобійна артилерія
- Тактична ядерна ракета — може ухилятись від перехоплення, імовірність 50 %, дальність дії 4 клітини, може бути запущена з міста, підводного човна чи ракетного крейсера.
- Самонавідна ракета — ухиляється від перехоплення, імовірність 100 %
- Самохідна артилерійська установка
- Самохідна зенітна установка
- Ударний човен — +50 % проти звичайних підводних човнів
- Ракетний крейсер
- Стелс-есмінець
- Великий Шпигун (Велика Особистість)
- Емісар корпорації (поширює корпорації)

### Нові технології
В оригінальній версії фрази нових технологій озвучує Сід Меєр.
- Естетика — дозволяє створення Парфенону, Статуї Зевса й Пагоди Шведагон.
- Військова справа — дозволяє створення лінійних кораблів і гренадерів.
- Військова авіація — дозволяє створення реактивних винищувачів і вертольотів, стають застарілими стайні.
- Лазери — дозволяє створення Самохідної зенітної установки й Самохідної артилерійської установки.
- Надпровідники — відкриває лабораторії.
- Стелс — дозволяє створення стелс-бомбардувальників і стелс-есмінців